# Sara Strömberg
Pour les articles homonymes, voir Strömberg.
Sara Strömberg, née le 17 mars 1975, est une journaliste et écrivaine suédoise.

## Biographie
Strömberg a grandi dans le Västerbotten et le Jämtland, et travaille (2021) comme journaliste et rédactrice en chef de la culture et du divertissement à Östersund pour Länstidningen Östersund.
Entre 2008 et 2020, elle a publié huit livres pour enfants sur Birger - det lilla Storsjöodjuret, qui lui ont valu, ainsi qu'à l'illustrateur Anders Nilsson, le prix de la culture d'Östersund en 2015.
Elle a fait ses débuts de romancière en 2021 avec le roman policier Sly, que l'éditeur a décrit comme un roman à suspense dans l'esprit d'Åsa Larsson. Lotta Olsson, de DN, a qualifié le livre de « roman à suspense habilement raconté » avec « un protagoniste inhabituel ». Vera Bergström « n'est pas une super-héroïne, mais une femme d'âge moyen qui lutte contre la ménopause et un sentiment vertigineux de vide ». Elle « est nerveuse et s'ennuie [...] mais l'affaire de meurtre la passionne « et “ une image plus complexe des Årretrakten émerge ”. Le deuxième livre de la série, Skred, a été publié en 2022 et le troisième, Skinn, en 2023.

## Œuvre
- Mauvaise Graine
- Terrain glissant  (trad. Anne Karila), Harper Collins, 2025, 450 p. (ISBN 979-1033915195)